# Japan Electronic Industries Development Association
La Japan Electronic Industry Development Association (社団法人日本電子工業振興協会?, Shadan-hōjin Nihon Denshi Kōgyo Shinkō Kyōkai, JEIDA) è stata un'associazione giapponese che si occupava di ricerca, sviluppo e definizione di standard per le apparecchiature elettroniche. Si fuse con la EIAJ per formare la JEITA, il 1º novembre 2000.
Associazioni simili alla JEIDA sono la SEMATECH negli USA e l'ECMA in Europa.
JEIDA ha definito numerosi standard, incluso le JEIDA memory card, ed il formato Exif per i file grafici.